# Jacob Varner
Jacob Stephen Varner, noto anche come Jake Varner (Bakersfield, 24 marzo 1986), è un lottatore statunitense nella categoria 96 kg (libera), categoria in cui si è laureato campione olimpico ai Giochi della XXX Olimpiade di Londra.

## Palmarès
- Giochi olimpici

Londra 2012: oro nella categoria fino a 96 kg.
- Mondiali

Istanbul 2011: bronzo nella categoria fino a 96 kg.
- Giochi panamericani

Guadalajara 2011: oro nella categoria fino a 96 kg.